# Paulo Araújo
Paulo Araújo (Rio de Janeiro, 15 de setembro de 1932 - Rio de Janeiro, 29 de março de 2025), foi um ator e diretor de cinema brasileiro.

## Biografia
Paulo Araújo iniciou a carreira em cinema em 1957, atuando no filme Rebelião em Vila Rica. Depois, passou a roteirista de cinema. Na televisão, teve toda a sua carreira desenvolvida na Rede Globo, tanto como ator, como diretor. Nesta emissora, destacou-se atuando como Agostinho, na primeira versão de A Grande Família, iniciada em 1972.
Participou de diversas telenovelas, inclusive o grande destaque Irmãos Coragem, no ano de 1970. Dirigiu diversos programas humorísticos, como "Satiricom" e "Planeta dos Homens".
Viveu retirado, em companhia das filhas e dos netos até sua morte em 29 de março de 2025.

## Carreira

### Televisão
| Ano     | Título                    | Personagem             | Notas          |
| ------- | ------------------------- | ---------------------- | -------------- |
| 1957    | Grande Teatro Tupi        | Vários personagens     |                |
| 1965    | Encontro às Quatro        | Apresentador           | [ 2 ]          |
| 1966    | O Sheik de Agadir         | —                      |                |
| 1966    | Eu Compro Esta Mulher     | Garcia                 |                |
| 1967    | A Rainha Louca            | Barão de St. Genevieve |                |
| 1969    | A Ponte dos Suspiros      | Scalabrino             |                |
| 1969    | Rosa Rebelde              | Felipe Grandet         |                |
| 1969    | A Última Valsa            | Florian                |                |
| 1970    | Irmãos Coragem            | Ernani                 |                |
| 1970    | Verão Vermelho            | Josias                 |                |
| 1971    | O Homem Que Deve Morrer   | Daniel                 |                |
| 1972    | Bicho do Mato             | Júlio César            |                |
| 1972    | A Grande Família          | Agostinho Carrara      | 1972-1975      |
| 1976-82 | Planeta dos Homens        | Vários Personagens     | Também diretor |
| 1987    | O Natal da Grande Família | Agostinho Carrara      | Especial       |

Direção
- Uau
- Satiricom
- Os Trapalhões (1984)
- Planeta dos Homens (Direção e Criação)

### Cinema
| Ano  | Título                   | Personagem | Notas                 |
| ---- | ------------------------ | ---------- | --------------------- |
| 1958 | Rebelião em Vila Rica    | Xavier     | Prêmio de Melhor Ator |
| 1960 | Tudo Legal               | Flávio     |                       |
| 1976 | Tem Alguém na Minha Cama | Marido     |                       |

## Teatro[6]
- 1955 - Baile dos Ladrões
- 1955 - A História de Sara e Tobias
- 1956 - A sombra do desfiladeiro
- 1957 - À margem da vida
- 1957 - As Loucuras de Mamãe
- 1959 - Nossa Cidade
- 1959 - Esta lá fora um inspetor
- 1963 - Um dia em Nova York
- 1964 - Como vencer na vida sem fazer força
- 1965 - Pluft ,o fantasminha
- 1966 - Orquídeas para Cláudia
- 1968 - Este banheiro é pequeno demais para nós dois
- 1969 - Inspetor, Venha Correndo
- 1969 - Pepsi - Adultério Adulterado
- 1969 - Beco Sem Saída
- Incidente em Vichy
- As artimanhas de Scalpino
- Cavalo Desmaiado
- A viúva alegre